# Lubawa (gmina)
Lubawa est une gmina rurale du powiat de Iława, Varmie-Mazurie, dans le nord de la Pologne. Elle tire son nom de la ville de Lubawa, bien qu'elle ne fasse pas partie du territoire de la gmina. Le siège de la gmina est le village de Fijewo, qui est proche de Lubawa.
La gmina couvre une superficie de 236,64 km2 pour une population de 10 435 habitants.

## Géographie
La gmina inclut les villages de Biała Góra, Byszwałd, Czerlin, Fijewo, Gajówka, Gierłoż, Gierłoż Polska, Grabowo, Grabowo-Osada, Gutowo, Kazanice, Kołodziejki, Łążek, Łążyn, Losy, Lubstyn, Lubstynek, Ludwichowo, Mortęgi, Napromek, Napromek-Leśniczówka, Omule, Osowiec, Pomierki, Prątnica, Raczek, Rakowice, Rodzone, Rożental, Rumienica, Sampława, Szczepankowo, Targowisko Dolne, Targowisko Górne, Tuszewo, Wałdyki, Wiśniewo, Zielkowo et Złotowo.
La gmina borde la ville de Lubawa et les gminy de Dąbrówno, Grodziczno, Iława, Nowe Miasto Lubawskie, Ostróda et Rybno.